# Eddie Bravo
Edgar A. Bravo (Santa Ana, California, Estados Unidos; 15 de mayo de 1970) es un instructor de artes marciales, podcaster, comediante de stand-up y músico estadounidense. Luego de obtener su cinturón negro en jiu-jitsu brasileño en 2003, Bravo comenzó a enseñar su propio estilo de jiu-jitsu y fundó 10th Planet Jiu-Jitsu. También es el creador de las competiciones de grappling Eddie Bravo Invitational (EBI) y del reglamento del EBI. Es un recurrente invitado en The Joe Rogan Experience y el Tin Foil Hat Podcast.

## Biografía
Bravo nació el 15 de mayo de 1970. Su nombre originalmente era Edgar A. Cano, pero posteriormente se cambió legalmente el apellido a Bravo, el apellido de su padrastro. Sus dos padres biológicos son mexicanos. Al crecer, Bravo se dedicó a la música y empezó a tocar la batería y el guitarra. Formó varias bandas con la inspiración de que algún día se volviera un músico famoso. Bravo también desarrolló un interés en los deportes jugando fútbol americano y uniéndose al equipo de lucha de su secundaria.
En 1991, Bravo se mudó a Hollywood, California para seguir su carrera musical, formando una banda llamada Blackened Kill Symphony. Obtuvo una membresía en un gimnasio porque quería evitar "lucir como un vago" mientras actuaba pero sólo asistió dos veces. Bravo luego comenzó a tomar clases de karate. En 1994, luego de mirar a Royce Gracie ganar un evento de Ultimate Fighting Championship (UFC), Bravo decidió convertirse en un practicante de jiu-jitsu brasileño, lo que comenzó haciendo bajo la tutela de Jean Jacques Machado. Bravo también asistió a una academia de Jeet Kune Do desde 1996 a 1998.

## Carrera de Jiu-Jitsu
En 1998, Bravo decidió dejar de asistir a otras escuelas de artes marciales para enfocarse únicamente en el jiu-jitsu brasileño. Alrededor de este tiempo, recibió su cinturón azul y empezó a desarrollar formas de finalizar oponentes con un "Twister", una sumisión específica enfocada en la columna vertebral. En 1999, Bravo recibió su cinturón morado y comenzó a desarrollar su característica guardia, la Guardia de goma.
En 2003, Bravo entró a la división de 145 lbs/66 kg del Abu-Dhabi Combat Club (ADCC) Submission Wrestling World Championship como cinturón marrón leugo de ganar los trials de Norteamérica. Bravo derrotó a Gustavo Dantas en el asalto de eliminación por rear naked choke, lo que se consideró una gran sorpresa.
Bravo luego enfrentó al cuatro veces campeón mundial y tres veces campeón de ADCC Royler Gracie en los cuartos de final. Bravo batalló cómodamente posiciones por encima con Gracie durante toda la pelea antes de desplegar su juego de guardia de goma, para finalmente ganar por triangle choke. Bravo perdería con el eventual campeón del torneo Léo Vieira en las semifinales.
En su regreso a Estados Unidos luego de la competición, Bravo recibió su cinturón negro por Jean Jacques Machado y posteriormente abriría su primera escuela 10th Planet Jiu-Jitsu en Los Ángeles, California, un sistema de jiu-jitsu en no-gi.
En 2014, luego de ambos haberse retirado de la competición por años, Bravo y Royler Gracie acordaron tener otro combate de grappling. Fue un combate de sólo sumisión de 20 minutos que se llevó a cabo en el Metamoris III. El combate empezó con Bravo llamando a la guardia y defendiendo los atacas por encima de Royler antes de revertir a un ataque ofensivo cerca de ocho minutos dentro del combate. Luego de varias inversiones por ambos competidores, Bravo fue capaz de desplegar una serie de técnicas desde media guardia, y puso a Gracie en una posición de "silla electríca". En los minutos finales, Bravo tuvo a Gracie en una calf slicer pero Gracie se negó a tapear, llegando al tiempo establecido y, por lo tanto, el combate fue declarado un empate.

### Carrera como Promotor de Grappling
En 2014, Bravo fundó el Eddie Bravo Invitational (EBI), un torneo de grappling no-gi de sólo sumisión. En 2016, se anunció que el EBI y UFC habían llegado a un acuerdo para transmitir los eventos del EBI en la plataforma de streaming de UFC Fight Pass. Luego, Bravo también introdujo sus eventos de Combat Jiu-Jitsu; una forma alternativa de submission grappling que permite golpes a mano abierta mientras se está en el suelo.
Luego del EBI 17 el 29 de septiembre de 2018, Bravo tomó un descanso de la organización de evento y se dedicó a desarrollar el Combat Jiu-Jitsu. Fue entonces que comenzó a producir los Campeonatos Mundiales de Combat Jiu-Jitsu World Championships y continuó hasta el día de hoy. Luego de varias ediciones del Campeonato Mundial de CJJ, Bravo anunció que el Eddie Bravo Invitational regresaría en 2022 por primera vez en casi cuatro años.
Al mismo tiempo Bravo se embarcó en un nuevo proyecto que combinaría los reglamentos de EBI y CJJ en un evento que contaría únicamente con competidoras femeninas. El resultado sería Medusa Female-Only Jiu-Jitsu, que tendría su primer evento el 2 de octubre de 2021, presentado el torneo de peso paja de EBI y un torneo de peso gallo de CJJ.

## Linaje de instrucción
Mitsuyo Maeda → Carlos Gracie Sr. → Carlos Gracie Jr. → Jean Jacques Machado → Eddie Bravo

## Récord en grappling de sumisión
| Récord profesional | Récord profesional | Récord profesional |
| 7 peleas           | 5 victorias        | 1 derrotas         |
| ------------------ | ------------------ | ------------------ |
| Sumisión           | 3                  | 0                  |
| Decisión           | 2                  | 1                  |
| Empate             | 1                  | 1                  |

| Resultado | Récord | Oponente       | Método                      | Evento                           | División     | Tipo | Fecha                | Localización      |
| --------- | ------ | -------------- | --------------------------- | -------------------------------- | ------------ | ---- | -------------------- | ----------------- |
| Empate    | 5–1–1  | Royler Gracie  | Empate                      | Metamoris 3                      | Peso Pactado |      | 29 de marzo de 2014  | Los Ángeles, CA   |
| Derrota   | 5–1    | Léo Vieira     | Puntos                      | ADCC World Championship 2003     | –66 kg       | Nogi | 18 de mayo de 2003   | São Paulo, Brasil |
| Victoria  | 5–0    | Royler Gracie  | Sumisión (triangle choke)   | ADCC World Championship 2003     | –66 kg       | Nogi | 17 de mayo de 2003   | São Paulo, Brasil |
| Victoria  | 4–0    | Gustavo Dantas | Sumisión (rear-naked choke) | ADCC World Championship 2003     | –66 kg       | Nogi | 17 de mayo de 2003   | São Paulo, Brasil |
| Victoria  | 3–0    | Alan Teo       | Puntos                      | ADCC North American Championship | –66 kg       | Nogi | 5 de octubre de 2002 | Los Ángeles, CA   |
| Victoria  | 2–0    | Shawn Krysa    | Puntos                      | ADCC North American Championship | –66 kg       | Nogi | 5 de octubre de 2002 | Los Ángeles, CA   |
| Victoria  | 1–0    | Mark Ashton    | Sumisión (rear-naked choke) | ADCC North American Championship | –66 kg       | Nogi | 5 de octubre de 2002 | Los Ángeles, CA   |

## Vida personal
Bravo tiene un hijo nacido en 2012.
Bravo es un fuerte defensor del cannabis, atribuyéndole su creatividad en el jiu-jitsu. Bravo ha expresado su creencia en la teoría de la Tierra Plana y la Teoría de la demolición controlada del World Trade Center.

## Medios

### Libros
- Jiu Jitsu Unleashed (2005)
- Mastering the Rubber Guard (2006)[20]
- Mastering the Twister (2007)[21]
- Advanced Rubber Guard (2014)[22]

### DVDs
- The Twister
- Mastering the Rubber Guard
- Mastering the Twister

### Filmografía
| Año  | Título                                 | Rol        |
| ---- | -------------------------------------- | ---------- |
| 2001 | Life in the Cage                       | Él mismo   |
| 2007 | American Drug War: The Last White Hope | Él mismo   |
| 2008 | Inside MMA                             | Él mismo   |
| 2009 | MMA Worldwide                          | Él mismo   |
| 2011 | Never Back Down 2: The Beatdown        | D.J. Bravo |
| 2011 | Human Weapon                           | Él mismo   |
| 2012 | The Roots of Fight                     | Él mismo   |
| 2014 | LatiNation                             | Él mismo   |
| 2015 | Jiu-Jitsu vs The World                 | Él mismo   |